# 武吉淡汶
武吉淡汶（简称淡汶），是马来西亚槟城州威南县中部的一个渔村和城镇。西临峇都交湾，东临新邦安拔，文艺气息颇浓，距离北海25公里。目前推行「美丽淡汶计划」，区内的老店屋都已焕然一新，以新的面貌迎接游客。武吉淡汶可分为五个区域，分别为峇眼（Bagan Bukit Tambun，即渔村地点）、网寮、大街（彩色屋所在地）、芭尾（临近有许多花园住宅区）和芭头（临近南北大道出口）绿豆沙饼（淡汶饼）为当地华人特产食物。

## 历史
据石碑记载，武吉淡汶的开埠最早可追溯到1841至1860年，当时为峇都交湾蔗糖业发展延伸区域。而「Tambun」在马来语中意思为平而圆，反映了当时的生态环境特征。后来该区发展迅速，于1860年开始引进华裔和印裔劳工。马来西亚独立后所建设的南北大道亦途经此地，加上槟城二桥衔接道路，武吉淡汶现在是南马前往峇六拜的必经之地。

## 教育
当地拥有一所国民型华文小学「武吉淡汶敬群国民型华文小学」，位于该区东部，于1922年创校。

## 交通
武吉淡汶交通发达，随着苏丹阿都哈林大桥于2014年落成，该区目前是槟城二桥和南北大道的交界处。联邦1号公路（槟怡大道）也经过此处。